# Gorges du Trient
Gorges du Trient är en ravin i Schweiz.   Den ligger i distriktet Saint-Maurice och kantonen Valais, i den sydvästra delen av landet, 100 km söder om huvudstaden Bern. Gorges du Trient ligger 799 meter över havet.
Terrängen runt Gorges du Trient är mycket bergig. Närmaste större samhälle är Martigny, 4,0 km sydost om Gorges du Trient. 
I omgivningarna runt Gorges du Trient växer i huvudsak blandskog. Runt Gorges du Trient är det ganska tätbefolkat, med 83 invånare per kvadratkilometer.